# セマングム
セマングム（朝鮮語: 새만금、漢字：새萬金）とは、大韓民国全北特別自治道の黄海岸に広がる広大な干潟である。1991年11月28日から韓国最大ともいわれる干拓事業が開始され、防波堤は紆余曲折の末2010年4月に完成した。盧泰愚・金泳三・金大中・盧武鉉・李明博・朴槿恵など6人の大統領によって公約に掲げられ、2017年の大統領選でも当選した文在寅含めて全ての有力候補はそれぞれ開発を公約とし、2017年4月までの27年間で7兆3600ウォンが投入され、6.8％ほどが完成している。

## 概要
セマングムは全北特別自治道群山市の南を流れる錦江と金堤市を流れる東津江の河口一帯に広がる干潟である。その広大な汽水域は多様な生物が生息しており、また渡り鳥の主要な飛来地としても有名であった。
セマングム（新萬金）の「萬金」は、周辺の地名である「萬頃」（マンギョン）と「金堤」（キムジェ）の頭文字を並べた合成地名であると言われており、この2つの場所にまたがる防波堤をより新しく、大きくするという意味が込められている。

## セマングム干拓事業
1986年、韓国政府は群山と古群山群島の新侍島を経て扶安郡を結ぶ33kmにも及ぶ防潮堤を建設し、湾内を干拓し農地と淡水湖を造成する事業を計画、1991年11月16日から事業に着手した。
この事業の目的として韓国政府は、新たな農地と水資源の獲得を挙げているほか、防潮堤の上に国道を建設し群山-扶安間の所要時間を短縮し周辺の産業振興を図るとしている。しかし、金泳三政権以前の慶尚道優遇政策に対し全羅道が冷遇されていたとの不満に対する金大中政権による政治的動機があったとの指摘もある。
これに対し、周辺の漁業者や環境保護団体が反発、反対運動を起こしたほか、数次に渡る工事差止請求を行なったが、1999年と2005年の二度、最高裁判所によって訴えを退けられている。
2006年4月、15年の工事を経て防潮堤が完成、遂にセマングムは外海と遮断された。防潮堤内部の事業総面積は40,100ヘクタールにも及ぶ。
完成したセマングム防波堤は、長さ33.9km、平均道路幅290m(最大535m)、平均高さ36m(最大54m)であり、内側では、401km2(土地面積283km2、淡水湖118km2)が陸地となった。また、干拓地面積の行政区域は、群山市が71.1%、扶安郡が15.7%、金堤市が13.2%の割り当てとなった 。ほか、オランダの締め切り大堤防より1.4km長いとしてギネス世界記録に登録されている。
一方で、事業総額は1兆8,984億ウォン（2005年現在）にも上り、2006年以降も2,620億ウォンの支出が見込まれた。その後、最終的には防波堤と干拓地の助成が終わるまでに、約2兆9000億ウォンの事業費が投与された。
また、干拓が進んだ後に出来上がる用地の面積は広大なもので、その用途にも疑問が呈されている。当初計画の農地造成や企業団地としての分譲のほか、世界最大規模（540ホール）のゴルフ場、韓国内最大級の展望タワー建設など、観光開発の計画も示されている。

## 世界スカウトジャンボリーの誘致
2014年に全羅北道知事に就任した宋河珍は、干拓地の活用を図るために世界スカウトジャンボリーの開催地に名乗りを上げ、2017年に誘致に成功した。当時は、ジャンボリーを起爆剤として空港や幹線道路の建設を進め、総額6兆億ウォン超の生産誘発効果を得られるとの予測が立てられていた。しかしながら多額の費用を投じたジャンボリーは、2023年8月1日の開催直後から設備や環境面で不満が噴出、台風の接近も重なり国外からの参加者が早々に撤収する事態となった。